# Smile (bài hát của Avril Lavigne)
"Smile" là tên một bài hát của nữ ca sĩ ghi âm người Canada, Avril Lavigne, bài hát được chọn làm đĩa đơn thứ hai từ album phòng thu thứ tư của cô, Goodbye Lullaby (2011). Được sáng tác bởi Lavigne và sản xuất bởi Max Martin và Shellback, "Smile" là một bài hát thuộc thể loại nhạc punk pop. Lời của bài hát diễn tả lòng biết ơn của Lavigne đối với một người đặc biệt trong cuộc sống của cô.  "Smile" được phát hành vào ngày 11 tháng 4 năm 2011 trên đài phát thanh của Úc, và sau đó đến đài phát thanh của Mỹ vào ngày 17 tháng 5. Bài hát này đã nhận được nhiều đánh giá tích cực từ các nhà phê bình âm nhạc, rằng đây là một "bài hát pop rất ngổ ngáo và hấp dẫn". Video âm nhạc của "Smile", với sự đạo diễn của Shane Drake, được quay vào ngày 21 tháng 4 năm 2011 và được phát hành vào ngày 20 tháng 5. "Smile" đã lọt được vào trong Top 40 của bảng xếp hạng ở Úc, Nhật Bản và New Zealand.

## Bối cảnh
Lavigne sáng tác "Smile" cùng với hai nhà sản xuất của bài hát, Max Martin và Shellback. Nội dung của "Smile" bày tỏ lòng biết ơn của cô ca sĩ đến với một người đặc biệt, người đã giành được trái tim của cô và đã làm cho cô nở nụ cười. Cùng với nhịp trống đập và tiếng guitar điện, Lavigne đã giải thích lý do tại sao hầu hết các chàng trai bình thường sẽ chạy theo một chiều hướng khác, và rồi tự hào vì chàng trai của cô luôn luôn gắn bó cạnh bên. Ban đầu, Lavigne hỏi những người hâm mộ của cô trên Twitter về đĩa đơn tiếp theo từ Goodbye Lullaby, cùng với hai sự lựa chọn giữa "Push" và "Smile". Sau đó, cô thông báo rằng "Smile" sẽ là đĩa đơn thứ hai từ album, mặc dù tin tức cho rằng Lavigne đang chiến đấu để "Push" được phát hành. Hãng ghi âm của cô, RCA Records, thông báo rằng "Smile" dự kiến sẽ được gửi đến đài phát thanh Ba Lan vào tháng 4 năm 2011 cùng với một số quốc gia và vùng lãnh thổ khác như Anh, Canada, New Zealand và châu Á. Cô cũng đăng tải một vài bức ảnh hậu trường video âm nhạc của "Smile", được quay vào ngày 21 tháng 4, lên Twitter.
Do việc sử dụng nhiều từ thô tục trong bài hát, nhiều bản chỉnh sửa khác nhau của "Smile" đã được phát hành. Trong bản chỉnh sửa chính thức của bài hát, mà chủ yếu phiên bản này được chơi trên các đài phát thanh, cụm từ "crazy bitch" được thay thế bởi "crazy chick", từ "shit" được loại bỏ, đồng thời câu "You're fucking crazy" cũng được thay thế bởi "You like it crazy". Một bản chỉnh sửa khác cũng giống như trên, nhưng thay vì loại bỏ từ "shit" trong câu "You don't really give a shit", cả câu được chỉnh lại thành "You don't really give it up". Và cuối cùng, phiên bản chỉnh sửa trên iTunes đã loại bỏ hoàn toàn các từ ngữ thô tục ra khỏi bài hát mà không thay thế bất kỳ từ nào, trong đó có cả cụm từ "blacked out". Một số đài phát thanh và các kênh âm nhạc còn loại bỏ cả câu "What did you put in my drink?".

## Tiếp nhận

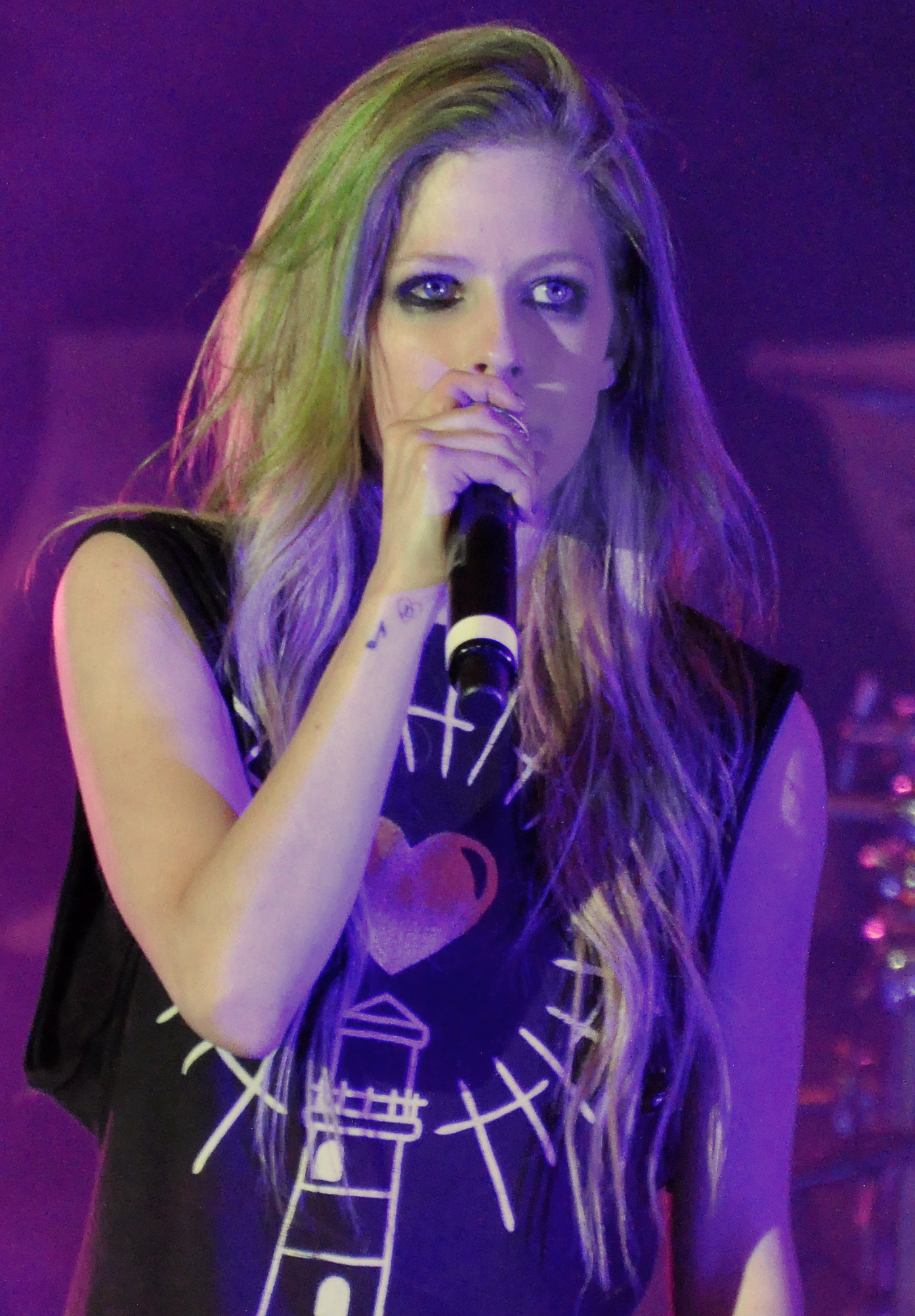
Lavigne biểu diễn tại Florida trong chuyến lưu diễn The Black Star Tour, tháng 5 năm 2011.

Nadine Cheung từ AOL Music đã nhận xét một cách tích cực: "Bài hát mới cho ta thấy những phẩm chất tốt đẹp của Lavigne khi là một ngôi sao nhạc pop, với giai điệu kết hợp đọc-hát cũng như đoạn điệp khúc táo bạo mà cô gái 26 tuổi được biết đến". Andy Greenwald từ tạp chí Entertainment Weekly nói rằng: "Một "Smile" ngổ ngáo, với việc nói về các loại đồ uống và hình săm, đã khôi phục cho Avril vị trí xứng đáng của mình trước Katy Perry và Ke$ha." Scott Shelter từ Pop Crunch đã chấm bài hát 9 sao (trên tổng số 10 sao), với lời nhận xét: ""Smile" là một bài hát nhạc pop hấp dẫn khác từ Lavigne, người đã ghi được nhiều hit trong suốt gần một thập kỷ nay, nhiều hơn mọi người đã từng dự đoán khi cô ra mắt công chúng trong vai một cô gái dũng cảm với "Complicated" và "Sk8er Boi"." Một phản ứng tích cực khác đến từ biên tập Corner Lewis của Digital Spy, anh đã đánh giá 4 trên tổng số 5 sao. Anh nhận xét rằng trong lời bài hát, cô vẫn duy trì phong cách trẻ trung của một cô nhóc chứ không phải là sự lo lắng của tuổi 26. Marcus Gilmer từ The A.V. Club thì tích cực nhận xét: "Lavigne đã bộc lộ phong cách cũ của mình trong "Smile", thả ra một số câu chửi rủa, khẳng định mình là "một con điên" ("a crazy bitch") và có thể làm "mọi điều mình thích" ("what I want when I feel like it")". Robert Everett-Green từ tờ The Globe and Mail lại nhận xét: ""Smile" muốn chúng ta tin rằng, Lavigne vẫn sẵn sàng để được trở thành một người xấu, hôn nhầm một chàng trai, và thậm chí có thể không gội đầu trong suốt một ngày". Jon Pareles từ tờ The New York Times thì cho rằng: "Trong "Smile", cô đã ném ra bốn chữ cái ấy (l-o-v-e) thông qua một câu chuyện điên cuồng và tình yêu từ cái nhìn đầu tiên".

## Diễn biến xếp hạng
Sau khi chính thức được phát hành với vai trò là đĩa đơn tứ hai từ Goodbye Lullaby, "Smile" đã ra mắt trên hai bảng xếp hạng Australian Singles Chart và New Zealand Singles Chart. Ở Úc, bài hát ra mắt tại vị trí thứ 42 vào ngày 2 tháng 5 năm 2011 và sau đó đạt được vị trí cao nhất là 25. "Smile" đã đạt doanh số 80,000 bản kỹ thuật số được tiêu thụ ở Úc. Tại New Zealand, bài hát ra mắt tại vị trí thứ 33 vào ngày 25 tháng 4 năm 2011 và sau đó đạt được vị trí cao nhất là 30. Còn ở Mỹ, "Smile" ra mắt trên bảng xếp hạng Billboard Hot 100 ở vị trí thứ 94 vào tuần lễ ngày 16 tháng 7 năm 2011, và nhảy lên vị trí thứ 68 trong năm tuần. Bài hát đã đạt doanh số 500,000 bản kỹ thuật số ở quốc gia này. Trong khi đó ở Anh, "Smile" chỉ đạt vị trí cao nhất trên bảng xếp hạng UK Singles Chart là 189, sau buổi biểu diễn của cô trong chương trình Britain's Got Talent, và sau đó rơi ra khỏi bảng xếp hạng này vào tuần kế tiếp, trở thành đĩa đơn có vị trí xếp hạng thấp nhất của Lavigne ở Anh. "Smile" không được phát hành trên đài phát thanh của Anh, Đức và một số quốc gia châu Âu khác.

## Biểu diễn trực tiếp
Avril Lavigne biểu diễn "Smile", trong thời gian quảng bá cho album, trên Walmart Soundcheck, trên "2DayFM", và đồng thời trên T4. Cô cũng biểu diễn bài hát này trong chương trình Schlag den Raab của Đức vào ngày 4 tháng 6 năm 2011. "Smile" cũng được thu âm trực tiếp trong buổi biểu diễn của cô trên trang aol.com cho AOL Sessions. Lavigne biểu diễn một bản trộn giữa "Smile" và đĩa đơn trước đó của cô, "What the Hell", trong chương trình Britain's Got Talent của Anh vào ngày 1 tháng 6 năm 2011, và sau đó là chương trình truyền hình Mỹ America's Got Talent mùa thứ 6 vào ngày 13 tháng 7 năm 2011.
Sau đó Lavigne đã bay tới Nhật và biểu diễn "Smile" trong chương trình âm nhạc hàng tuần của kênh TV Asahi, Music Station, vào ngày 3 tháng 2 năm 2012.

## Video âm nhạc

### Bối cảnh
Video âm nhạc của "Smile" được quay vào ngày 21 tháng 4 năm 2011, dưới sự đạo diễn của Shane Drake. Lavigne sau đó đã đăng tải một số video hậu trường của "Smile" lên trang YouTube của mình. Vào ngày 16 tháng 5 năm 2011, cô đăng tải một video lấy tên "Ready, Set, Smile!". Ngày 17 tháng 5, cô đăng tải một video khác có tên là "Smile & Style". Vào ngày 18 tháng 5, Lavigne đăng tải video thứ ba, "Graffiti Guitar", và video thứ tư, "Avril Lavigne - "Smile" Behind the Scenes" đã đạt được hơn 120,000 lượt xem chỉ trong vòng chưa đầy 24 giờ đồng hồ. Lavigne ra mắt video âm nhạc cho "Smile" vào ngày 18 tháng 5 năm 2011 trên tài khoản VEVO của cô.

### Nội dung
—Shane Drake (đạo diễn), Smile (Behind the Scenes)

Lavigne biểu diễn "Smile" trong một căn phòng trắng. Trên các bức tường có treo những tấm áp phích và các từ ngữ được phun bằng sơn.

Video bắt đầu với cảnh Lavigne trong một căn phòng trắng. Cô lắc một lọ sơn, và xịt lên màn hình một khuôn mặt cười. Cô trang trí những bức tường xung quanh bằng những tấm áp phích The Black Star Tour và xịt nhiều từ ngữ khác nhau lên tường bằng lọ phun sơn. Lavigne cắm một cây guitar diện màu đỏ vào bộ khuếch đại, và bắt đầu hát những câu hát đầu tiên. Trong một phân cảnh khác, Lavigne bước đi trên những con đường của Thành phố New York. Cô tìm đến những người đang buồn bã và đau khổ, lấy đi những mảnh trái tim tan vỡ bên cạnh họ. Khi cô lấy đi những mảnh thủy tinh ấy, họ bắt đầu cười. Hai phân cảnh Lavigne trong căn phòng màu trắng và trong thành phố được chiếu liên tiếp, xen kẽ nhau trong suốt thời gian của video.

### Tiếp nhận
Jeff Lapointe từ MTV News đã có những nhận xét tích cực: "Lavigne đã trở lại với lối trang điểm đậm và phong cách trẻ trung trong một phòng thu mà tự tay cô trang trí, với những bình xịt sơn đầy màu sắc, áp phích và một vài đạo cụ." Lapointe cũng nói rằng video "Smile" là một video "năng động và đáng yêu". Jamie Peck từ MTV Buzzworthly thì nhận xét rằng, Lavigne đang "học cách giải quyết nhiều điều với một phong cách thời trang trưởng thành hơn". Robbie Daw từ Idolator viết rằng Lavigne là "một cô gái thô lỗ nhưng lại có một trái tim vàng!". Daw cũng nhận thấy rằng "cặp-đôi-chia-tay-ở-quán-cafe gợi nhớ tới video "Foolish Beat" của Debbie Gibson vào năm 1988." Một phản ứng tích cực đến từ cây viết của tạp chí Billboard, Jon Blistein, người cho rằng video "Rất đơn giản, ngọt ngào, và không giống như "What the Hell"." Trang web Terra thì lại cho rằng, Avril Lavigne đang bị mắc kẹt ở năm 2000 trong video và rằng "cô ấy đang cố gắng để ăn mặc giống như cô ấy đã từng khi đang ở đỉnh cao với "Complicated"."

## Danh sách bài hát
Tải kỹ thuật số trên iTunes
1. "Smile" (Radio Edit) – 3:29

Tải kỹ thuật số / đĩa CD ở Anh
1. "Smile" – 3:29
2. "What the Hell" (Bimbo Jones Remix) – 4:10
3. "Smile" (music video) – 3:36

## Tham gia thực hiện
- Sáng tác – Avril Lavigne, Max Martin, Shellback
- Sản xuất và thu âm – Max Martin, Shellback
- Kỹ thuật – Michael Ilbert
- Hòa âm – Serban Ghenea
- Kỹ thuật hòa âm – John Hanes
- Trợ lý kỹ thuật hòa âm – Tim Roberts
- Trống, guitar và bass – Shellback
- Bàn phím – Max Martin

Nguồn:

## Xếp hạng và chứng nhận
| Bảng xếp hạng (2011)                         | Vị trí cao nhất |
| -------------------------------------------- | --------------- |
| Úc (ARIA)                                    | 25              |
| Áo (Ö3 Austria Top 40)                       | 37              |
| Bỉ (Ultratip Flanders)                       | 2               |
| Bỉ (Ultratip Wallonia)                       | 4               |
| Brazil (Billboard Brazil)                    | 46              |
| Canada (Canadian Hot 100)                    | 59              |
| Cộng hòa Séc (Rádio Top 100)                 | 23              |
| Đức (GfK)                                    | 40              |
| Japan Adult Contemporary Airplay (Billboard) | 14              |
| Japan Hot 100 (Billboard)                    | 25              |
| New Zealand (Recorded Music NZ)              | 30              |
| Slovakia (Rádio Top 100)                     | 19              |
| Nam Triều Tiên (GAON International Chart)    | 11              |
| Anh (UK Singles Chart)                       | 189             |
| US Billboard Hot 100                         | 68              |
| US Pop Songs (Billboard)                     | 25              |

| Quốc gia                                                                           | Chứng nhận | Số đơn vị/doanh số chứng nhận |
| ---------------------------------------------------------------------------------- | ---------- | ----------------------------- |
| Úc (ARIA)                                                                          | Bạch kim   | 70.000^                       |
| * Chứng nhận dựa theo doanh số tiêu thụ. ^ Chứng nhận dựa theo doanh số nhập hàng. |            |                               |

## Lịch sử phát hành
| Quốc gia    | Ngày                     | Định dạng                 | Hãng đĩa    |
| ----------- | ------------------------ | ------------------------- | ----------- |
| Úc          | ngày 11 tháng 4 năm 2011 | Đài airplay               | Sony Music  |
| Na Uy       | 6 tháng 5 năm 2011       | Tải kỹ thuật số           | Sony Music  |
| Pháp        | 6 tháng 5 năm 2011       | Tải kỹ thuật số           | Sony Music  |
| Bỉ          | 6 tháng 5 năm 2011       | Tải kỹ thuật số           | Sony Music  |
| Đan Mạch    | 6 tháng 5 năm 2011       | Tải kỹ thuật số           | Sony Music  |
| Phần Lan    | 6 tháng 5 năm 2011       | Tải kỹ thuật số           | Sony Music  |
| Hy Lạp      | 6 tháng 5 năm 2011       | Tải kỹ thuật số           | Sony Music  |
| Ireland     | 6 tháng 5 năm 2011       | Tải kỹ thuật số           | Sony Music  |
| Ý           | 6 tháng 5 năm 2011       | Tải kỹ thuật số           | Sony Music  |
| Luxemburg   | 6 tháng 5 năm 2011       | Tải kỹ thuật số           | Sony Music  |
| Hà Lan      | 6 tháng 5 năm 2011       | Tải kỹ thuật số           | Sony Music  |
| Bồ Đào Nha  | 6 tháng 5 năm 2011       | Tải kỹ thuật số           | Sony Music  |
| Tây Ban Nha | 6 tháng 5 năm 2011       | Tải kỹ thuật số           | Sony Music  |
| Thụy Điển   | 6 tháng 5 năm 2011       | Tải kỹ thuật số           | Sony Music  |
| Thụy Sĩ     | 6 tháng 5 năm 2011       | Tải kỹ thuật số           | Sony Music  |
| Mỹ          | 17 tháng 5 năm 2011      | Top 40/Mainstream airplay | RCA Records |
| Đức         | 3 tháng 6 năm 2011       | Đĩa CD                    | RCA Records |
| Anh         | 3 tháng 7 năm 2011       | Tải kỹ thuật số           | RCA Records |

## Giải thưởng
| Năm  | Giải thưởng            | Hạng mục                               | Kết quả |
| ---- | ---------------------- | -------------------------------------- | ------- |
| 2011 | EVMA 2011              | Video nhạc Alternative Xuất sắc Nhất   | Đề cử   |
| 2012 | MuchMusic Video Awards | Video Quốc tế của Năm của người Canada | Đề cử   |